# Barbara Czarnowieska
Barbara Krzyżańska-Czarnowieska, auch bekannt als Miriam (* 15. April 1954 in Krakau, Polen; † 22. November 2007 in Antioch (Illinois), USA) war eine polnische Philologin, Schriftstellerin und Bloggerin.
Im Alter von 38 Jahren emigrierte Barbara Krzyżańska-Czarnowieska 1992 in die USA, wo sie ihre Tätigkeit als Autorin begann. Zuvor hatte sie als Übersetzerin ukrainischer Poesie gearbeitet. 2002 veröffentlichte sie die Gedichtsammlung Modlitwa na odjazd z Krakowa (dt. Gebet zur Abfahrt aus Krakau). Im selben Jahr schrieb sie ihr Buch Pokonać raka (dt. Den Krebs besiegen) über ihren Kampf gegen eine Krebserkrankung, an der sie seit 1999 litt. Drei Jahre später gewann sie 2005 für ihren gleichnamigen Blog über das Internetportal Onet.pl den Preis für die erfolgreichste Bloggerin des Jahres.
Sie ist Nachkommin des polnischen Schriftstellers Wincenty Dunin-Marcinkiewicz.